# Ring (企業)
Ring（リング、株式会社RING）は、日本の芸能プロダクション・番組制作プロダクションである。

## 概要
2010年、川野孝弘が立ち上げた芸能プロダクション。タレント・放送作家のマネジメント業をはじめ、2015年からはTBSの人気番組筋肉番付をきっかけにはじまったマッスルミュージカルの商標を獲得、活動に携わる。

## 所属タレント

### タレント
- HITOMI

## 所属スタッフ

### 放送作家
- 川野孝弘
- 依田龍介
- 落合悠貴

## 制作に携わっている番組

### 現在
- ニンゲン観察バラエティ モニタリング（TBS） - 構成担当
- バース・デイ（TBS） - リサーチ担当
- サワコの朝（TBS） - リサーチ担当
- S☆1（TBS）- 構成担当
- みんなのニュース（フジテレビ）
- 垣花正 あなたとハッピー!（ニッポン放送）
- SHELLY GO ROUND（ニッポン放送）
- ザ・ボイス そこまで言うか!（ニッポン放送）
- おとな探訪（BSフジ） - 構成担当
- 宮崎美子のすずらん本屋堂（BS11） - 構成担当

### 過去
- あけるなキケン（TBS） - 構成担当